# بشنة
بِشْنَة أو كَنَب (الاسم العلمي: Eleusine)، جنس نباتات عشبية حولية برية من فصيلة النجيلية، أعطانها في آسيا وأفريقيا وأمريكا الجنوبية. واسمها الشائع هو أعشاب الإوز. يزرع منها نوعان الهندي والأفريقي لأنها من النباتات العلفية الجيدة الإنتاج والفوائد. وهناك شعوب هندية وأفريقية تستعنل الحب استعمال الحنطة أو الذرة الصفراء.
الأنواع:
1. Eleusine africana - إفريقيا (من جنوب إفريقيا إلى مصر + السنغال)، مدغشقر، جزر القمر، سيناء، المملكة العربية السعودية، اليمن، عُمان.
2. دخن إصبعي - أفريقيا الاستوائية؛ مُجنسة في أجزاء من آسيا (شبه الجزيرة العربية، الهند، الصين، اليابان، إندونيسيا، إلخ)، أستراليا الغربية، فيجي، ميكرونيزيا، إلخ.
3. Eleusine floccifolia - إريتريا، إثيوبيا، الصومال، اليمن.
4. بشنة هندية - آسيا، أفريقيا، بابواسيا؛ مُجنسة في منطقة البحر الأبيض المتوسط وأستراليا والأمريكتين والعديد الجزر.
5. Eleusine intermedia - كينيا، إثيوبيا.
6. Eleusine jaegeri - كينيا، إثيوبيا، تنزانيا، أوغندا.
7. Eleusine kigeziensis - إثيوبيا، أوغندا، زائير، رواندا، بوروندي.
8. Eleusine multiflora - كينيا، إثيوبيا، تنزانيا، إريتريا، اليمن، المملكة العربية السعودية. مُجنس في جنوب أفريقيا والمكسيك وليسوتو.
9. Eleusine semisterilis - كينيا.
10. Eleusine tristachya - البرازيل وبوليفيا وباراغواي وأوروغواي والأرجنتين وشيلي بما في ذلك جزر خوان فرنانديز.

## روابط خارجية
- Jepson Manual Treatment
- Grass Manual Treatment